# The Spy Next Door
The Spy Next Door (bra: Missão Quase Impossível; prt: Espião nas Horas Vagas) é um filme estadunidense de 2010, dos gêneros comédia, ação e espionagem, dirigido por Brian Levant.
Estrelado por Jackie Chan, Amber Valletta, Madeline Carroll, Will Shadley, Alina Foley, Billy Ray Cyrus e George Lopez, foi lançado em 15 de janeiro de 2010 nos Estados Unidos (em DVD e Blu-ray, em 18 de maio de 2010). O filme homenageia outros filmes de Chan, mostrando clipes, referências e até mesmo cenas de sua infância.

## Sinopse
Após logos anos de serviços prestados a CIA, o agente espião Bob Ho (Jackie Chan) decide se aposentar, após finalmente conquistar o coração de sua vizinha, a artista plástica Gillian. Querendo deixar o seu passado de espião para trás, Bob diz para a namorada que é um vendedor de canetas, de aparência calma e nerd. Quando Gillian precisa viajar as pressas, Bob se oferece para cuidar dos três filhos dela. Mas esta missão não será nada fácil, já que Bob não consegue lidar com as crianças e estas por não gostarem dele, fazem de tudo para vê-lo encrencado. Para piorar ainda mais a situação, um terrorista russo e antigo rival de Bob reaparece buscando vingança contra ele. Agora, Bob fará de tudo para proteger a vida das crianças, sem ter que revelar sua verdadeira identidade.

## Elenco
- Jackie Chan como Bob Ho / Agente Bob 006: um espião emprestado à CIA e vizinho de Gillian, namorado e eventual marido. Ele vive ao lado de sua namorada Gillian. Seu nome verdadeiro é desconhecido. Ele e Gillian se casam no final.
- Amber Valletta como Gillian: A vizinha atraente de Bob, namorada e eventual esposa. Ela é uma artista hábil e teve muitos relacionamentos diferentes antes. Ela e Bob se casam no final.
- Madeline Carroll como Farren: Enteada de Gillian, tem 13 anos. Gillian foi casada com seu verdadeiro pai, mas ele as abandonou. Sua mãe morreu quando ela era jovem.
- Will Shadley como Ian: Filho de 10 anos de Gillian.
- Alina Foley como Nora: Filha de Gillian, tem 4 anos de idade.
- Magnús Scheving como Anton Poldark: Um terrorista russo que planeja destruir preservadores de petróleo da América.
- Billy Ray Cyrus como Colton James: Parceiro de espionagem de Bob.
- George Lopez como Glaze: Chefe de Bob e Colton, que na verdade é corrupto e gosta de dinheiro.
- Lucas Till como Larry: Um adolescente trabalhando com Poldark.
- Katherine Boecher como Tatiana Creel
- Jeff Chase como Bandido Russo

## Recepção
No site agregador de críticas Rotten Tomatoes, 12% das 90 resenhas dos críticos são positivas. O consenso diz: "Na falta de um roteiro engraçado o suficiente para encobrir desvanecimento dos dotes físicos de Jackie Chan (...) falha em todos os níveis possíveis."